# Turistická značená trasa 4323
 Turistická značená trasa 4323 je 2 km dlouhá zeleně značená trasa Klubu českých turistů v okrese Chrudim spojující Bor u Skutče s Toulovcovými maštalemi. Její převažující směr je východní. Trasa se nachází na území přírodní rezervace Maštale.

## Průběh trasy
Turistická trasa 4323 má svůj počátek v centru obce Bor u Skutče na rozcestí s naučnou stezkou Pasíčka, žlutě značenou trasou 7345 do Zderazi a červeně značenou trasou 0448 z Budislavi na hrad Košumberk. S ní vede trasa 4323 z počátku v krátkém souběhu. Po jeho skončení klesá kolem skalní věže Petrovna do skalnaté rokle Farského potoka a asi 300 metrů pokračuje podél něj. Poté se stáčí na jihovýchod a stoupá krátkou boční roklí kolem skalního útvaru Tribuna na hřeben. Ten kříží a opět klesá do souběžného údolí Novohradky, aby v protějším svahu skončila pod Hrnčířovou skálou a skalním bludištěm Toulovcových maštalí na rozcestí opět z červeně značenou trasou 0448.

## Historie
Počáteční souběh s trasou 0448 byl delší a vedl až do svahu údolí Farského potoka. Zatímco trasa 0448 vedla a vede k Dudychově jeskyni, trasa 4323 klesala kolmo na dno údolí až k současnému vedení trasy.

## Turistické zajímavosti na trase
- Skalní věž Petrovna
- Skalní útvar Tribuna
- Hrnčířova skála
- Skalní bludiště Toulovcovy maštale